# Spartaku Korcza
KS Spartaku Korcza – albański klub piłkarski, mający siedzibę w mieście Korcza, w południowo-wschodniej części kraju.

## Historia
Chronologia nazw:
- 1950: KS Spartaku Korcza
- 1958: klub rozwiązano

Klub sportowy KS Spartaku został założony w miejscowości Korcza w 1950 roku. W okresie rządów Envera Hodży zostały utworzone kluby na wzór radziecki (Dinamo, Spartaku, Puna - pol. praca). Spartaku z Korczy był jednym z kilku klubów stowarzyszenia związków zawodowych. W 1951 zespół startował w rozgrywkach w Kategoria e Dytë. W 1952, w związku z rozszerzeniem ilości drużyn w pierwszej lidze, debiutował w Kategoria e Parë, zajmując 4.miejsce w grupie A. W następnym sezonie w związku ze skróceniem ilości drużyn do 10, został zdegradowany do Kategoria e Dytë. W 1955 rozgrywki w drugiej lidze nie organizowano. Towarzystwo Sportowe Spartaku postanowiło odwołać z mistrzostw wszystkie inne drużyny, oprócz Spartaku Tirana. Dlatego w 1958 razem z innymi klubami Spartaku został rozwiązany.

## Barwy klubowe, strój
| Czerwony | Biały |

Klub ma barwy czerwono-białe.

## Sukcesy

### Trofea międzynarodowe
Nie uczestniczył w rozgrywkach europejskich (stan na 31-05-2019).

### Trofea krajowe
| \| \| Zdobyte trofea w rozgrywkach Albanii (stan na: 31-05-2019) \| |                                                            |      |             |
| Rozgrywki                                                           | Osiągnięcie                                                | Razy | Sezon(y)    |
| Mistrzostwo                                                         | I miejsce                                                  | 0    |             |
| Mistrzostwo                                                         | II miejsce                                                 | 0    |             |
| Mistrzostwo                                                         | III miejsce                                                | 0    |             |
| Mistrzostwo                                                         | 5.miejsce                                                  | 1    | 1952 (gr.B) |
| Puchar                                                              | zdobywca                                                   | 0    |             |
| Puchar                                                              | finalista                                                  | 0    |             |
| Puchar                                                              | 1/8 finału                                                 | 2    | 1951, 1953  |
| II liga                                                             | I miejsce                                                  | 0    |             |
| II liga                                                             | II miejsce                                                 | 0    |             |
| II liga                                                             | III miejsce                                                | 1    | 1951        |
| Albania                                                             | Zdobyte trofea w rozgrywkach Albanii (stan na: 31-05-2019) |      |             |

## Poszczególne sezony

### Rozgrywki międzynarodowe

#### Europejskie puchary
Nie uczestniczył w rozgrywkach europejskich.

### Rozgrywki krajowe
| \| Albania \| Bilans występów klubu w rozgrywkach piłkarskich Albanii (Stan na 31 maja 2019 r.) \| \| |                                                                                   |        |       |   |   |   |    |    |     |                 |        |        |      |
| Poziom                                                                                                | Rozgrywki                                                                         | Sezony | Mecze | Z | R | P | B+ | B– | Pkt | Lata            | Awanse | Spadki | Naj. |
| I | Kategoria e Parë                                                                  | 1      |       |   |   |   |    |    |     | 1951            | 0      | 1      | 5    |
| II | Kategoria e Dytë                                                                  | 3      |       |   |   |   |    |    |     | 1951, 1953–1954 | 1      | 0      | 3    |
| | Puchar Albanii                                                                    | 4      |       |   |   |   |    |    |     | od 1951–1954    | 0      | 0      | 1/8  |
| Albania                                                                                               | Bilans występów klubu w rozgrywkach piłkarskich Albanii (Stan na 31 maja 2019 r.) |        |       |   |   |   |    |    |     |                 |        |        |      |

## Struktura klubu

### Stadion
Klub piłkarski rozgrywa swoje mecze domowe na stadionie Skënderbeu w Korczy, który może pomieścić 12 343 widzów.

## Kibice i rywalizacja z innymi klubami

### Rywalizacja
Największymi rywalami klubu są inne zespoły z miasta oraz okolic.

### Derby
- Skënderbeu Korcza